# Kweisi Mfume
Kweisi Mfume, né Frizzell Gerald Gray le 24 octobre 1948 à Baltimore, est un homme politique américain. Membre du Parti démocrate, il est élu pour le Maryland à la Chambre des représentants des États-Unis de 1987 à 1996, puis à nouveau à partir de 2020. Il est par ailleurs président de la NAACP de 1996 à 2004.

## Biographie

### Jeunesse et études
Frizzell Gray grandit à West Baltimore, dans une famille pauvre. Sa mère meurt lorsqu'il a 16 ans. Il quitte alors le lycée et rejoint un gang, le conduisant à être arrêté 13 fois.
Étudiant à l'université d'État Morgan, une université historiquement noire, il change de nom pour Kweisi Mfume, qui signifie « fils conquérant des rois ». Il intègre parallèlement la radio de l'université, dont il devient directeur des programmes. Il est diplômé d'un baccalauréat universitaire magna cum laude en 1976. Il poursuit ses études par un master en études internationales à l'université Johns-Hopkins, diplôme qu'il obtient en 1984.

### Débuts en politique
Kweisi Mfume entre au conseil municipal de Baltimore en 1979, après avoir remporté son élection par trois voix. Il siège au conseil municipal pendant 7 ans.
En 1986, il est élu à la Chambre des représentants des États-Unis dans le 7e district du Maryland, qui comprend notamment Baltimore. Réélu à quatre reprisses,, il est notamment président du Caucus noir du Congrès.

### Présidence de la NAACP
Il démissionne du Congrès en 1996 pour prendre la direction de la National Association for the Advancement of Colored People (NAACP), l'organisation de défense des droits civiques basée à Baltimore. Elijah Cummings, un proche, lui succède à la Chambre des représentants. Kweisi Mfume s'estime plus utile pour la cause afro-américaine à la tête de l'association, alors en difficulté, qu'au Congrès.
Sous sa présidence, l'association se désendette grâce à une politique de rigueur et d'importantes levées de fonds. Il quitte la présidence du mouvement en décembre 2004, souhaitant passer davantage de temps avec sa famille. La presse révélera par la suite qu'il était menacé par une possible plainte pour harcèlement sexuel et des désaccords avec certains membres de la direction de la NAACP,.

### Retours en politique
Kweisi Mfume se présente aux élections sénatoriales américaines de 2006, espérant succéder au démocrate Paul Sarbanes. Il est l'un des deux principaux candidats de la primaire démocrate avec son ancien collègue Ben Cardin, élu la même année que lui à la Chambre des représentants. Il est finalement battu par Cardin, qui le devance de 3 points.
En 2012, il devient président du conseil des régents de l'université d'État Morgan.
Après le décès d'Elijah Cummings en 2019, Kweisi Mfume cherche à retrouver la Chambre des représentants qu'il a quittée deux décennies plus tôt. En février 2020, connu des électeurs (notamment les plus âgés), il remporte une primaire démocrate à laquelle participent 24 candidats dont l'épouse de Cummings. En avril, il est élu pour terminer le mandat de son prédécesseur avec environ trois quarts de suffrages face à la républicaine Kimberly Klacik.

## Positions politiques
Kweisi Mfume se définit comme un « modéré progressiste », s'estimant très progressiste sur les questions de société mais davantage modéré sur les questions économiques et fiscales.